# Bel Ami – A szépfiú
A Bel Ami – A szépfiú 2012. május 3-án bemutatott, brit–olasz koprodukcióban készült film Robert Pattinson és Uma Thurman főszereplésével. A Guy de Maupassant azonos című, 1885-ös regénye alapján készült film rendezője Declan Donnellan és Nick Ormerod.

## Szereplők
Georges Duroy, azaz Bel Ami, a „Szépfiú” szerepét Robert Pattinsonra osztották, aki Duroyt „teljes mértékben amorálisnak” jellemezte. Uma Thurman alakítja Duroy egyik szeretőjét, Madeleine Forestiert, Kristin Scott Thomas pedig a másikat. Clotilde szerepében Christina Ricci, Suzanne szerepében  Holliday Grainger, Charles szerepében Philip Glenister, Rousset szerepében Colm Meaney, Rachel szerepében pedig Natalia Tena látható.

## A film készítése
Hagen Bogdanski operatőr vezetésével 2010 februárjában kezdődött meg a forgatás Londonban, majd Budapesten, a bemutatót eredetileg 2011-re tervezték. Simon Fuller a produkció egyik executive producere.